# (612620) 2003 SQ317
(612620) 2003 SQ317 es un objeto transneptuniano clásico, miembro de la familia Haumea, del cinturón de Kuiper, ubicado en las regiones más externas del Sistema Solar, con un diámetro aproximado de 300 kilómetros. Fue observado por primera vez el 23 de septiembre de 2003 por astrónomos del Canada-France Ecliptic Plane Survey en los Observatorios de Mauna Kea, en Hawái. La superficie de (612620) 2003 SQ317 está compuesta de hielo.

## Propiedades físicas
(612620) 2003 SQ317 es un objeto clásico del cinturón de Kuiper (cubewano) perteneciente a la población caliente. Su tamaño se estima entre 150 y 450 km, basándose en un rango de albedos plausibles. El objeto presenta una gran amplitud de curva de luz, de aproximadamente 0.85, lo que indica que tiene una forma extremadamente alargada o que es un sistema binario de contacto. En el primer caso, la densidad de (612620) 2003 SQ317 se estima en 0.86 g/cm³ y sus relaciones entre ejes en 0.55 y 0.41. Si (612620) 2003 SQ317 es un sistema binario de contacto, lo cual es lo más probable, la densidad se estima en 2.67 g/cm³. En el segundo caso, también se cree que los componentes tienen un tamaño desigual, con una relación de masas de aproximadamente 0.3 y relaciones entre ejes de aproximadamente 0.8 y 0.5, respectivamente, para los componentes primario y secundario.

## Origen
(612620) 2003 SQ317 fue identificado como miembro de la familia Haumea, definida con base en un patrón común de absorción de hielo de agua en el infrarrojo, espectro visible neutro y la agrupación de los elementos orbitales. Los miembros de la familia Haumea, incluyendo (19308) 1996 TO66, (55636) 2002 TX300, (120178) 2003 OP32, (145453) 2005 RR43 y otros, parecen ser fragmentos desprendidos por colisión del planeta enano Haumea.